# Stenocercus variabilis
Stenocercus variabilis — вид ігуаноподібних ящірок родини Tropiduridae. Ендемік Перу.

## Поширення і екологія
Stenocercus variabilis мешкають в Перуанських Андах, у верхній долині Перене в регіоні Хунін. Вони живуть в чагарникових і агавових заростях, серед каміння, на висоті від 1557 до 3822 м над рівнем моря.